# Idrac-Respaillès
Idrac-Respaillès är en kommun i departementet Gers i regionen Occitanien i sydvästra Frankrike. Kommunen ligger i kantonen Mirande som tillhör arrondissementet Mirande. År 2022 hade Idrac-Respaillès 214 invånare.

## Befolkningsutveckling
Antalet invånare i kommunen Idrac-Respaillès
Referens:INSEE